# Taralga
Taralga is een plaats in de Australische deelstaat New South Wales en telt ongeveer 400 inwoners.